# 아소 토모히사
아소 토모히사(麻生智久, あそう ともひさ, 1949년 5월 13일 - )는 일본의 남자성우다. 아오니 프로덕션 소속 가나가와현 출신으로 본명은 마츠마루 타쿠야(松丸 卓也, まつまる たくや)이다.

## 경력
극단스바루 부속 종합 예술 학원 졸업. 아오니 학교 도쿄도 제11기 졸업.
주로 학교선생님역 또는 중년역이나 노인역이 많다. 특기는 난투 장면.

## 출연작품
굵은 문자메인 캐릭터。

### TV애니메이션
1991년
- DRAGON QUEST - 다이의 대모험 - (제1부)（정령의 기사2）
- 매지컬☆타루루토군（운전사、심판、TV아나운서）

1992년
- 크레용 신짱（운전사、할아버지2）

1993년
- 검용전설 YAIBA（신월）
- GS 미카미（남학생、해골무사、마을사람）
- 모두 착한 아이예요（하라아나군、관장)
- SLAM DUNK（신입생、죠세이의 감독）
- 쓰요시 정신차려 (남자1、상사、사회자、 몽키치、교장선생님, 가게주인、노인1、마스터、집사)
- 달의 요정 세일러문 (심사위원、풀오、풍선판매、이부키)

1994년
- 푸른 전설의 슛! (할아버지)
- 정글의 왕자 타잔 (레슬러)
- 진권전설 타이트 로드 (보키 미스바라)
- 드래곤볼Z (1994년 - 1995년 푸이푸이、아저씨、할아버지)
- 마멀레이드 보이 (니시다)

1995년
- 애니메이션 세계의 동화 (검은기사)
- 키테레츠 대백과 (목장노인、나쓰메소세키、 원장、경찰)
- 공상과학세계 걸리버 보이 (노인농부、레지스탕스 남자1、과학자1)
- 사랑은 정말 (짐의 아빠)
- 로미오의 푸른 하늘 (할아버지1)

1996년
- 집 없는 아이 레미 (마을주민、할아버지、까페주인)
- 엘프사냥꾼 (요리사、다치카와、감시위원장, 고블린、마을사람 외)
- 게게게의 키타로 (제4작) (다치카와、아나운스、다카오 외)
- 지옥선생 누~베~ (아나운서、아나운스)
- 신비의 세계 엘하자드 (사회자)
- 세이버 마리오넷 J (소바, 미요시)

1997년
- 슬레이어즈TRY (왕)
- 초마신영웅전 와타루(1997년-1998년、할아버지, 핀의 아빠)
- 드래곤볼GT (할아버지)
- 닌자보이 란타로
- 백경전설
- 맑음 때때로 뿌이뿌이 (신주, 우유가게, 선글라스의 남자, 돼지아빠)
- 포춘 퀘스트 L (행상인)
- HAUNTED 정션 (TV속 목소리)

1999년
- 안드로이드 아나운서 마이코 2010 (악당、오라오라 성인
- 센티멘탈 저니 (매니저,선생님)
- TRIGUN (집사, 바텐더)
- 노라네코 다운타운 (행크)
- 빠니뽀니 (메가손 박사)
- 버블검 크라이시스(메이시오 헨더슨)
- 프린세스 나인 (코지마, 세바스찬, 야나기 비서, 아나운서, 주심)
- 브레인 파워드 (메카만, 통신사)
- YAT 안심! 우주여행 (노트 박사)
- 유☆희☆왕 (마스터)
- ONE PIECE (루이 아노트 외)

2000년
- 아르젠토 소마 (장교1)
- 이누야샤 (노인, 명주)
- GEAR전사 덴도 (교사)
- 게이트 키퍼즈 (점원, 할아버지)
- 최유기 시리즈 (2000년 - 2004년)
- 승부사 전설 테츠야(리젠트, 남자2)
- Sci-Fi HARRY (키스)
- 파브르 선생은 명탐정 (베른 박사)
- 마슈람보 (장로)
- 무적왕 트라이제논 (비・렛쓰)
- 육문천외 몬코레나이트 (어스 드래곤)

2001년
- 천사의 꼬리 (주인)
- X -엑스- (남자)
- 강철천사 쿠루미 2식 (교감)
- The Soul Taker 〜영혼사냥〜 (임원2)
- 샐러리맨 킨타로 (디렉터, 한다)
- 샤먼킹 (아이오미, 라키 디랙)
- 선풍의 경호원 (야마모토)
- Z.O.E Dolores (단테스, 바후라무 장교, 지휘관)
- 테일즈 오브 이터니아 THE ANIMATION（장로)
- 노노짱 (사장,노부)
- 폭전슛 베이블레이드 (요한,집사)
- 마법전사 리우이 (장로1、하이엘프 장로、집사、할아버지、심판원)
- RAVE (쇼고)

2002년
- 왕도둑JING (코냑)
- 오네가이 티쳐 (실황)
- Witch Hunter ROBIN (오이카와 타츠로)
- 키디 그레이드 (쥬메, 부프폴츠, 머드배트블, 라이얼 대장, 랜스맨)
- 사이보그009 THE CYBORG SOLDIER (드라큘라 박사, 사루와타리)
- 작은 눈의 요정 슈가 (농부3)
- 초중신 그라비온(베노와)
- 듀얼 마스터즈 (2002년 - 2008년, 고블린) 3시리즈
- HAPPY★LESSON (2002년 - 2003년, 타누키)
- 파뇨파뇨 디지캐럿 (기사)

2003년
- 아스트로보이 철완아톰 (이시다)
- 쪽빛보다 푸르게 (점원)
- GAD GUARD (못치)
- 카레이도 스타 시리즈 (디렉터)
- 출격! 머신로보 레스큐 (시설장, 진료소 의사)
- 스트라토스 포 (사문관)
- SPACE PIRATE CAPTAIN HERLOCK（흑의의 남자, 마스터)
- 소닉X (경찰서장, 대통령, E-51, E-39, E-65)
- 강철의 연금술사 (점주)
- FIRESTORM（코스미노후)

2004년
- 음양대전기 (2004년 - 2005년 담임, 난카이, 팽나무 사네마로, 할아버지, 단풍나무 다이카쿠)
- 쾌걸 조로리 (지이차 파이터)
- 기동전사 건담SEED DESTINY (사제, 사토대 조종사, 로고스 중 한 명)
- 오늘부터 마왕 (신부)
- 근육맨 2세 ULTIMATE MUSCLE (2004년 - 2006년 파쟝고)
- 케로로군조 (2004년 - 2007년, 사장님, 미노모, 토미타카)
- 돌격 크로마티 고교 (매니져)
- 사무라이건 (죠키치)
- 사무라이 참프루 (모모이 세이시로)
- 폭렬천사 (백란 기술자)
- 머나먼 시공 속에서 자양화 꿈 이야기 (고승)
- BECK (BECK)
- 모험왕 비트 (アルフォード)
- 보보보ー보・보ー보보 (MAX기요카와)
- 마이 히메(시어즈 회장)
- 망성대리인
- 몽키턴V (마에지마 오사무)
- MONSTER (2004년 - 2005년, 부프너, 대표자1, 요한의 협력자)

### 극장판 애니메이션
1994년
- 드래곤볼Z 슈퍼전사 격파!! 승리는 내것이다! (과학자2)
- 극장판 미소녀 전사 세일러문S (아나운서)

1995년
- 스페셜 선물 아미의 첫사랑 미소녀 전사 세일러문SuperS 외전 (선생님)
- 슬램덩크 소리쳐라 바스켓맨 혼! 하나미치와 루카와의 뜨거운 여름 (이치로의 아빠)
- 시작의 모험자들 레전드 오브 크리스타니아 (롬)
- 마크로스 플러스 MOVIE EDITION

1996년
- 신 변덕스러운 오렌지로드 (마츠오카 교사)
- 드래곤 퀘스트 열전 로토의 문장 (마을)

1998년
- 극장판 포켓몬스터: 뮤츠의 역습 (조사원)

1999년
- MARCO 엄마 찾아 삼천리 (중년남자)

2001년
- 아리테 공주 (노신)
- 사쿠라대전 활동사진 (현인 기관간부)
- 메트로폴리스

2002년
- 천년여우

2004년
- 스팀보이

2005년
- 극장판 AIR (무사)
- 강철의 연금술사 - 샴발라를 정복한 자

2008년
- HIGHLANDER 하이랜더〜디렉터 스캇판 (스캐빈저)
- 마크로스F 극장판 거짓의 가희 (2009년 - 2011년、할아버지)

2015년
- F드래곤볼 Z: 부활의「F」 (참모)
- 진격의 거인: 자유의 날개 (닉 사제)